# Milo Rau
 (janvier 2023).
Si vous disposez d'ouvrages ou d'articles de référence ou si vous connaissez des sites web de qualité traitant du thème abordé ici, merci de compléter l'article en donnant les références utiles à sa vérifiabilité et en les liant à la section « Notes et références ».
Milo Rau (né en 1977 à Berne) est un dramaturge, metteur en scène, directeur de théâtre, réalisateur, journaliste et essayiste suisse.

## Biographie

### Formation
Il a fait des études de sociologie, de langue et de littérature allemande et romane à Paris, Zurich et Berlin avec, pour professeurs, entre autres, Tzvetan Todorov et Pierre Bourdieu.
À partir de 1997, il entreprend ses premiers reportages (au Chiapas, à Cuba). Dès 2000, il écrit pour le quotidien Neue Zürcher Zeitung.

### Carrière théâtrale
En 2003, il s’attaque à la mise en scène et à l’écriture dramatique, tant en Suisse qu’à l’étranger, entre autres pour le théâtre Maxime-Gorki à Berlin, le Staatsschauspiel Dresden, le Hebbel am Ufer à Berlin, la Theaterhaus Gessnerallee à Zurich, le Teatrul Odeon à Bucarest et le Beursschouwburg à Bruxelles.
En 2007, Rau fonde la maison de production de théâtre et de cinéma International Institute of Political Murder, qu’il dirige jusqu'à ce jour. Ses reconstitutions théâtrales et filmiques ont été à l’affiche de festivals très prestigieux : en 2012-2013, ses spectacles sont au programme des Berliner Theatertreffen, du Noorderzon IIPM à Groningue, des Journées cinématographiques de Soleure, des Wiener Festwochen, du Kunstenfestivaldesarts et du Radikal Jung Festival, où il a obtenu le prix de la critique pour la mise en scène.

En 2018, il reçoit le XVe Prix Europe Réalités Théâtrales, à Saint-Pétersbourg, avec cette motivation :
À une époque où la complexité du monde et les événements qui marquent toute la planète semblent neutralisés par une information ultra-rapide et superficielle et souvent asservie à des intérêts économiques et politiques, l’histoire peut devenir volatile et se confondre avec les faits divers. Dans un tel contexte, le théâtre de Milo Rau se présente comme un théâtre ‘nécessaire’, c’est-à-dire en mesure de mettre l’accent sur les événements (politiques, sociaux ou faits divers) et de les amplifier, de nous faire réfléchir et comprendre dans quelles réalités nous vivons effectivement et vers où se dirigent la politique, les violences ancestrales de l’homme, nos sociétés et nos vies. L’oeuvre de Rau, enrichie par ses remarquables connaissances littéraires, sociologiques, journalistiques, cinématographiques et visuelles, est telle qu’elle nous fait espérer qu’une vision critique, humaniste, cosmopolite et illuministe du monde est encore envisageable aujourd’hui.
Outre ses œuvres scéniques et filmiques, Milo Rau enseigne la mise en scène, la théorie culturelle et la sculpture sociale dans différentes universités. Ses productions, campagnes et films (parmi lesquels Montana, The Last Hours of Elena and Nicolae Ceausescu sélectionné pour le Prix de Soleure, Hate Radio, City of Change, Breivik's Statement, The Moscow Trials, The Zurich Trials et The Civil Wars) étaient à l’affiche du festival d'Avignon et ont tourné dans le monde entier.
Son livre Vers un réalisme global propose un retranscription de trois de ses conférences ainsi que des entretiens. Il y théorise le concept de réalisme global et revient sur son parcours.
Le journal suisse Tages-Anzeiger a récemment qualifié Rau de « l’un des metteurs en scène les plus sollicités de nos jours » et l’hebdomadaire allemand Der Freitag évoque « le metteur en scène le plus controversé de sa génération ».

## Créations

### Théâtre
- 2006 : Out of focus, Maxim Gorki Theater (Studio), Berlin
- 2007 : Montana, Theaterhaus Gessnerallee Zürich / Ballhaus Ost, Berlin
- 2009 : The Last Days of the Ceausescus, Teatrul Odeon Bukarest / Theater Hebbel am Ufer, Berlin
- 2010 : City of Change, Theater St. Gallen
- 2011 : Hate Radio, Kunsthaus Bregenz / Memorial Centre Kigali / Theater Hebbel am Ufer, Berlin
- 2012 : Breivik´s Statement, Théâtre National de Weimar / Theaterdiscounter Berlin
- 2012 : The Moscow Trials
- 2013 : The Zurich Trials
- 2014 : The Civil Wars, Zürcher Theater Spektakel
- 2015 : The Congo Tribunal
- 2016 : The Dark Ages
- 2016 : Compassion. The History of the Machine Gun
- 2016 : Five Easy Pieces, Sophiensaele Berlin / Kunstenfestivaldesarts Bruxelles
- 2016 : Empire, Theaterspektakel Zürich / Schaubühne Berlin
- 2018 : La Reprise, Histoire(s) du théâtre (1), Kunstenfestivaldesarts / Théâtre National Wallonie Bruxelles / Festival d'Avignon
- 2018 : Lam Gods, NTGent.
- 2019 : Orestes in Mosul, NTGent
- 2020 : Familie
- 2021 : Grief and Beauty
- 2022 : Everywoman, Schaubühne Berlin
- 2023 : Antigone in the Amazon, Festival de Vienne[3]
- 2024 : Medea's Children
- 2025 : Le Procès Pelicot, Festival d'Avignon (Cloître des Carmes)[4]

### Documentaires
- 2014 : Die Moskauer Prozesse[5]
- 2017 : Das Kongo Tribunal[6]
- 2020 : Das neue Evangelium[7]

## Récompenses (sélection)
- 2015: Prix du Concile de Constance - Prix des rencontres et du dialogue européens (Konstanzer Konzilspreis)
- 2018 : Prix Europe pour le théâtre - Prix Europe Réalités Théâtrales